# Mäntysaari (ö i Viitasaari, Mäntyjärvi)
Mäntysaari är en ö i Finland. Den ligger i sjön Mäntyjärvi och i kommunen Viitasaari i den ekonomiska regionen  Saarijärvi-Viitasaari och landskapet Mellersta Finland, i den centrala delen av landet, 300 km norr om huvudstaden Helsingfors. Öns area är 19,4 hektar och dess största längd är 0,8 kilometer i nord-sydlig riktning.